# Eliette von Karajan

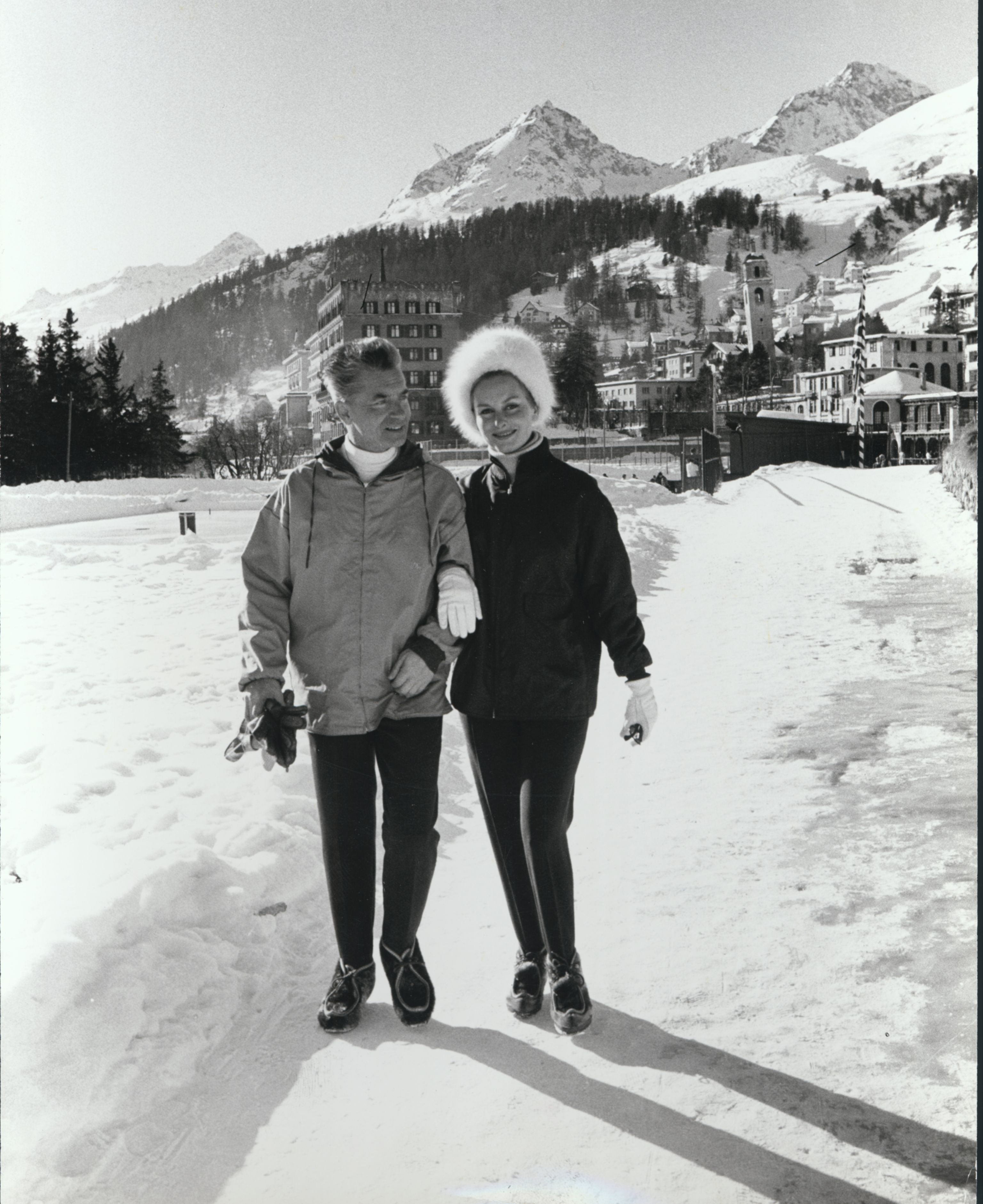
Herbert von Karajan und Eliette von Karajan (1964)

Eliette „von“ Karajan, geborene Eliette Mouret (* 13. August 1939 in Mollans-sur-Ouvèze, Frankreich), ist Kunstmäzenin und die Witwe des Dirigenten Herbert von Karajan.

## Leben
Eliette Mouret wuchs in Nizza, Südfrankreich, auf. Ihre Mutter war Lehrerin, der Vater starb früh. Später kam sie zu einer Pflegemutter und war in einem kirchlichen Internat. Sie wurde im Alter von 18 Jahren von Christian Dior entdeckt und arbeitete für ihn als Model. Sie lernte Karajan 1957 auf einer Jacht in Saint-Tropez kennen. Die beiden trafen sich 1958 in London wieder und heirateten am 6. Oktober 1958. Eliette war Karajans dritte und letzte Ehefrau.
Am 25. Juni 1960 kam die erste Tochter Isabel zur Welt, für welche die Wiener Philharmoniker die Patenschaft übernahmen. Am 2. Jänner 1964 wurde die zweite Tochter Arabel geboren; für sie übernahmen die Berliner Philharmoniker die Patenschaft. Eliette ist heute (2014) auch Großmutter einer Enkeltochter.
Eliette begleitete Herbert von Karajan auf Reisen und Gastspielen und führte ein Leben im Kreis der Bewunderer des „Maestro“, den sie nach Möglichkeit auch abschirmte. Das Ehepaar pflegte Kontakte zu bedeutenden Persönlichkeiten ihrer Zeit wie etwa Jean Cocteau († 1963), Elisabeth Schwarzkopf († 2006), Henri-Georges Clouzot († 1977), Helmut Schmidt, Romy Schneider und Marc Chagall. Das Ehepaar lebte, sofern nicht auf Reisen, in St. Moritz und seit 1961 außerdem in Saint-Tropez und in Anif.
Eliette von Karajan widmet sich seit Jahrzehnten der Malerei und ist heute eine international angesehene Kunstmäzenin und Förderin der Musik. Sie ist Ehrenpräsidentin der von ihrem Mann gegründeten Osterfestspiele Salzburg.
Auf ihr Betreiben entstand 1995 in Wien, gegenüber der Staatsoper, das Herbert von Karajan Centrum mit dem Archiv aller seiner Ton- und Bildaufzeichnungen. Am 1. Dezember 2005 gründete sie das Eliette und Herbert von Karajan Institut, das sich der Unterstützung ihrer Tätigkeit als Kunstmäzenin und der Pflege des Vermächtnisses ihres Mannes widmet.

## Malerei
Bereits während ihrer Zeit als Modell besuchte sie die Malakademie in London, schloss diese zunächst aufgrund ihrer beruflichen und später aufgrund ihrer vielen Verpflichtungen als Ehefrau und Mutter nicht ab. Nach einem Besuch der von Oskar Kokoschka gegründeten „Schule des Sehens“ begann sie wieder zu malen. Sie wurde in ihrem eigenen künstlerischen Schaffen von zahlreichen befreundeten Künstlern unterstützt, wie etwa dem Surrealisten Ernst Fuchs, Jörg Immendorff oder Marc Chagall, den sie häufig in seinem Wohnsitz in Saint Paul de Vence besuchte. Großen Einfluss auf ihr Schaffen hatte außerdem ihr Lehrer, der Maler Herbert Breiter.
Ihr Ehemann unterstützte sie in ihren künstlerischen Bestrebungen und sah diese als Bereicherung: „In ihrem ganzen künstlerischen Denken und Fühlen ist sie ein Mensch, der zuerst vom Bild her kommt. Sie hat eine ungeheure Phantasie in ihrer Art, die Dinge zu sehen, und es war eigentlich nur eine Frage der Zeit, wann sie mit der Malerei beginnen musste. Zuerst hat sie ganz schüchtern angefangen, dann ist es zum Durchbruch gekommen. Für mich ist das ein riesiges Glück, denn sie musste natürlich auch einmal erfahren, wie es um das Hoch und Tief künstlerischen Schaffens bestellt ist. Man kann nicht erwarten, daß alles gelingt!“
Ihre Bilder, die bis dahin niemals öffentlich ausgestellt oder publiziert worden waren, wurden 1982 anlässlich des 100-jährigen Bestehens der Berliner Philharmoniker als Cover und Einzelbeilagen einer Sonderedition verwendet bzw. hinzugefügt. Die fünfzig Schallplatten umfassende Edition (100 Meisterwerke – Serie Galerie) mit verschiedenen weltbekannten Solisten und Konzertsängern unter Leitung von Herbert von Karajan erschien bei der Deutschen Grammophon und wurde anlässlich des achtzigsten Geburtstags (1988) des Dirigenten auf 25 CDs nochmals aufgelegt.

## Künstlerförderung
Eliette von Karajan widmet sich intensiv der Förderung von Künstlern und gründete zu diesem Zweck den „Eliette von Karajan-Kulturfonds“ und den „Prix Eliette von Karajan“.
Der „Eliette von Karajan-Kulturfonds“ wurde 2001 anlässlich des 40-jährigen Jubiläums der Wohnsitznahme der Familie von Karajan in Graubünden geschaffen und widmet sich der Förderung von Kulturschaffenden Graubündens. Zu den bisherigen Preisträgern gehören der Blockflötist und Dirigent Maurice Steger, die Mezzosopranistin Maria Riccarda Wesseling, der Geiger und Komponist David Sontòn Caflisch, die Sängerin Letizia Scherrer, der Regisseur, Drehbuchautor und Schauspieler Felix Benesch sowie der Komponist Siegfried Friedrich.
Zu den Preisträgern des hochdotierten „Prix Eliette“ gehören der britische Künstler Damien Hirst (1995), der deutsche Maler Helmut Dorner (1997), die britische Bildhauerin Rachel Whiteread (1996) und die Bündner Sängerin Corin Curschellas (2003).

## Auszeichnungen
- 2023: Goldener Johann Strauss der Wiener Johann Strauss-Gesellschaft[9]

## Publikation
- Mein Leben an seiner Seite. Autobiografie, Ullstein, Berlin 2008, ISBN 978-3-550-08722-6.